# إريك فيرنستين
إريك فيرنستين (بالإنجليزية: Eric Fernsten)‏ مواليد 1 نوفمبر 1953 في أوكلاند، هو لاعب كرة سلة محترف أمريكي سابق بدأ مسيرته الاحترافية في سنة 1975 حيث تم اختياره من قبل فريق كليفلاند كافالييرز خلال الدرافت، وحمل الرقم 41 و23 و45. يبلغ طوله 6 قدم 10 بوصة (2.1 م). اعتزل اللعب في 1988.

## فرق لعب لها
- كليفلاند كافالييرز
- شيكاغو بولز
- بوسطن سيلتكس
- نيويورك نيكس

## روابط خارجية
- إريك فيرنستين على موقع إن بي أي (الإنجليزية)
- إريك فيرنستين على موقع سبورتس رفرنس (الإنجليزية)
- إريك فيرنستين على موقع كلية كرة السلة في سبورتس رفرنس.كوم (الإنجليزية)
- إريك فيرنستين على موقع ريلجم (الإنجليزية)
- إريك فيرنستين على موقع بروبوليرز (الإنجليزية)